# Богачук Сергій Васильович
Сергій Васильович Богачук (нар. 24 квітня 1995, Вінниця, Україна) — український боксер, майстер спорту України міжнародного класу, срібний призер чемпіонату України 2015, триразовий чемпіон України серед молоді, та багаторазовий переможець і призер національних, та міжнародних турнірів в аматорах.
Виступає в першій середній вазі. Серед професіоналів володів титулами чемпіона Американського континенту за версією WBC Continental Americas (2019—2021, 2022—2024) в першій середній вазі, «тимчасового» чемпіона світу за версією WBC (2024) в першій середній вазі.
Найкраща позиція в рейтингу BoxRec — 5-та (березень 2024) і є 1-м серед українських боксерів першої середньої вагової категорії — входячи до ТОП-5 найкращих боксерів супер-напівсередньої ваги всього світу.

## Біографія
Сергій Богачук народився 24 квітня 1995 року у Вінниці.
Тренувався у Миколи Андрійовича Маньковського, з яким швидко почав показувати результати. Вже десь за рік-півтора поїхав на чемпіонат України серед юніорів, де став п'ятим. Ще за рік виграв чемпіонат України серед молоді у Львові. Будучи першорозрядником до фіналу провів 5 боїв, в яких пройшов чотирьох майстрів спорту. У фіналі переміг тодішнього чемпіона Європи львів'янина Івана Романіва. На тому чемпіонаті виконав норматив і став майстром спорту.
Сімейний стан: одружений, дружина — Ірина. Виховує доньку — Камілу.

## Професійна кар'єра

### Бій із Браяном Мендосою
У листопаді 2023 року WBC ухвалив провести відбірковий бій між Себастьяном Фундорою (№ 5 у рейтингу WBC) і 2-м номером Богачуком. На ставці бою був пояс чемпіона світу за версією WBC Interim. Бій планувалося провести 30 березня 2024 року. 19 березня стало відомо, що Кіт Турман отримав травму біцепса і не стане суперником чемпіона WBO Тіма Цзю в головному бою вечора, і було вирішено, що заміною стане Себастьян Фундора. Богачук же мав зустрітися з колишнім «тимчасовим» чемпіоном і кривдником Фундори Браяном Мендосою. На ставці, як і раніше, залишався пояс чемпіона світу за версією WBC Interim.
Бій відбувся в Лас-Вегасі в ніч на 31 березня. Українець за очками одностайним рішенням здолав Браяна Мендосу зі США, завоювавши тимчасовий титул за версією WBC у першій середній вазі. Рахунок суддів: 118—110, 117—111, 117—111. Сумарно Богачук завдав 822 удари, з них мети досягли 319 (38.8 %). Мендоса за бій вдарив 507 разів, у ціль влучило 168 (33.1 %). Богачук уперше в кар'єрі не завершив бій нокаутом, а Мендоса продовжив серію боїв без падіння.

### Бій з Верджилом Ортісом
10 серпня 2024 року в бою проти Верджила Ортіса (США) втратив титул чемпіона за версією WBC Interim у першій середній вазі, в рівному бою зазнавши поразки рішенням більшості суддів.

## Таблиця боїв
| 28 поєдинків, 26 перемог (24 нокаутом), 2 поразки (1 нокаутом). | 28 поєдинків, 26 перемог (24 нокаутом), 2 поразки (1 нокаутом). | 28 поєдинків, 26 перемог (24 нокаутом), 2 поразки (1 нокаутом). | 28 поєдинків, 26 перемог (24 нокаутом), 2 поразки (1 нокаутом). | 28 поєдинків, 26 перемог (24 нокаутом), 2 поразки (1 нокаутом). | 28 поєдинків, 26 перемог (24 нокаутом), 2 поразки (1 нокаутом). | 28 поєдинків, 26 перемог (24 нокаутом), 2 поразки (1 нокаутом).                                                       |
| Бій                                                             | Рекорд                                                          | Дата бою                                                        | Суперник                                                        | Місце проведення бою                                            | Результат                                                       | Примітки |
| --------------------------------------------------------------- | --------------------------------------------------------------- | --------------------------------------------------------------- | --------------------------------------------------------------- | --------------------------------------------------------------- | --------------------------------------------------------------- | --- |
| 28                                                              | 26-2                                                            | 17 травня 2025                                                  | Майкл Фокс (24-4)                                               | Commerce Casino, Коммерс, Каліфорнія                            | UD 10                                                           | Рахунок суддів: 98-92; 97-93 (двічі).                                                                                 |
| 27                                                              | 25-2                                                            | 21 грудня 2024                                                  | Ішмаель Девіс (13-1)                                            | Kingdom Arena, Ер-Ріяд                                          | RTD 6 (12), 3:00                                                | Девіс в нокдауні вдругому раунді.                                                                                     |
| 26                                                              | 24-2                                                            | 10 серпня 2024                                                  | Верджил Ортіс (21-0)                                            | Michelob Ultra Arena, Лас-Вегас, Невада                         | MD 12                                                           | Втратив титул чемпіона світу за версією WBC Interim в першій середній вазі. Рахунок суддів: 113-113; 112-114 (двічі). |
| 25                                                              | 24-1                                                            | 30 березня 2024                                                 | Браян Мендоса (22-3)                                            | Ті-Mobile Arena, Лас-Вегас, Невада                              | UD 12                                                           | Виграв титул чемпіона світу за версією WBC Interim в першій середній вазі. Рахунок суддів: 118-110; 117-111 (двічі).  |
| 24                                                              | 23-1                                                            | 22 липня 2023                                                   | Патрік Аллоті (42-4)                                            | Chumash Casino, Санта-Інес, Каліфорнія                          | KO 1 (10), 2:32                                                 | Захистив титул чемпіона Америки за версією WBC Continental Americas (2-й захист) в першій середній вазі.              |
| 23                                                              | 22-1                                                            | 27 січня 2023                                                   | Натаніель Галлімор (22-6-1)                                     | Quiet Cannon Country Club, Монтебелло, Каліфорнія               | KO 6 (10), 2:58                                                 | Захистив титул чемпіона Америки за версією WBC Continental Americas (1-й захист) в першій середній вазі.              |
| 22                                                              | 21-1                                                            | 3 листопада 2022                                                | Аарон Коулі (16-4-1)                                            | Quiet Cannon Country Club, Монтебелло, Каліфорнія               | KO 2 (10), 1:54                                                 | Виграв вакантний титул чемпіона Америки за версією WBC Continental Americas в першій середній вазі.                   |
| 21                                                              | 20-1                                                            | 16 вересня 2021                                                 | Рафаель Ігбокве (16-2)                                          | Quiet Cannon Country Club, Монтебелло, Каліфорнія               | RTD 6 (10), 3:00                                                | |
| 20                                                              | 19-1                                                            | 17 липня 2021                                                   | Брендон Бауе (16-23)                                            | Forster Community Center, Рок-Рапідс, Айова                     | KO 1 (8), 2:11                                                  | |
| 19                                                              | 18-1                                                            | 4 березня 2021                                                  | Брендон Адамс (22-3)                                            | Municipal Boxing Gym Felix Pagan Pintor, Гвайнабо               | TKO 8 (10), 2:47                                                | Втратив титул чемпіона Америки за версією WBC Continental Americas (2-й захист) в першій середній вазі.               |
| 18                                                              | 18-0                                                            | 25 вересня 2020                                                 | Алехандро Давіла (21-1-2)                                       | SIPSE Group, Мерида, Юкатан                                     | RTD 6 (10), 3:00                                                | Захистив титул чемпіона Америки за версією WBC Continental Americas (1-й захист) в першій середній вазі.              |
| 17                                                              | 17-0                                                            | 13 грудня 2019                                                  | Карлос Гальван (17-9-1)                                         | Fantasy Springs Resort Casino, Індіо, Каліфорнія                | KO 5 (8), 1:40                                                  | |
| 16                                                              | 16-0                                                            | 27 жовтня 2019                                                  | Тайрон Брансон (28-7-2)                                         | Avalon Hollywood, Голлівуд, Каліфорнія                          | KO 4 (10), 2:50                                                 | Виграв вакантний титул чемпіона Америки за версією WBC Continental Americas в першій середній вазі.                   |
| 15                                                              | 15-0                                                            | 28 липня 2019                                                   | Фернандо Марін (16-3-3)                                         | Avalon Hollywood, Голлівуд, Каліфорнія                          | KO 3 (10), 1:25                                                 | |
| 14                                                              | 14-0                                                            | 19 травня 2019                                                  | Фредді Ернандес (34-10)                                         | Avalon Hollywood, Голлівуд, Каліфорнія                          | KO 5 (8), 1:40                                                  | |
| 13                                                              | 13-0                                                            | 24 березня 2019                                                 | Клеотис Пендарвіс (21-4-2)                                      | Avalon Hollywood, Голлівуд, Каліфорнія                          | RTD 3 (8), 3:00                                                 | |
| 12                                                              | 12-0                                                            | 8 грудня 2018                                                   | Карлос Гарсія Ернандес (15-19-1)                                | StubHub Center, Карсон , Каліфорнія                             | KO 5 (6), 1:22                                                  | |
| 11                                                              | 11-0                                                            | 30 жовтня 2018                                                  | Рональд Монтес (18-10)                                          | Avalon Hollywood, Голлівуд, Каліфорнія США                      | KO 1 (6), 1:50                                                  | |
| 10                                                              | 10-0                                                            | 21 липня 2018                                                   | Ніколозі Гвініашвілі (15-11-4)                                  | СК «Олімпійський», Москва, Росія                                | RTD 5 (8), 3:00                                                 | |
| 9                                                               | 9-0                                                             | 6 червня 2018                                                   | Сезар Соріано Берумен (26-37-3)                                 | Avalon Hollywood, Голлівуд, Каліфорнія                          | KO 2 (6), 2:56                                                  | |
| 8                                                               | 8-0                                                             | 26 квітня 2018                                                  | Тод Мануель (15-14-1)                                           | Hotel Irvine Ірвайн, Каліфорнія                                 | TKO 4 (6), 0:44                                                 | |
| 7                                                               | 7-0                                                             | 27 березня 2018                                                 | Луціус Джонсон (4-2-1)                                          | Avalon Hollywood, Голлівуд, Каліфорнія                          | TKO 3 (6), 2:47                                                 | |
| 6                                                               | 6-0                                                             | 7 грудня 2017                                                   | Кевін Оттлі (5-1-1)                                             | The Hangar, Коста-Меса, Каліфорнія                              | KO 5 (6), 0:52                                                  | |
| 5                                                               | 5-0                                                             | 16 вересня 2017                                                 | Хоан Хосе Валенсуела (5-8-1)                                    | Ті-Mobile Arena, Лас-Вегас, Невада                              | ТKO 2 (4), 1:58                                                 | |
| 4                                                               | 4-0                                                             | 6 квітня 2017                                                   | Джонатан Асавес Перес (1-2)                                     | The Hangar, Коста-Меса, Каліфорнія                              | KO 2 (4), 2:10                                                  | |
| 3                                                               | 3-0                                                             | 18 березня 2017                                                 | Ясмані Педросо (1-1)                                            | Madison Square Garden, Нью-Йорк                                 | ТKO 3 (4), 2:28                                                 | |
| 2                                                               | 2-0                                                             | 24 лютого 2017                                                  | Сезар Ернандес Агілера (0-4)                                    | Sportsmans Lodge, Studio City, Лос-Анджелес, Каліфорнія         | KO 1 (4), 2:37                                                  | |
| 1                                                               | 1-0                                                             | 3 лютого 2017                                                   | Метт Мерфі (2-8-1)                                              | Jonathan Club, Лос-Анджелес, Каліфорнія                         | KO 2 (4), 2:14                                                  | Професійний дебют. |